# Nanyang (köping)
Nanyang (kinesiska: 南阳, 南阳镇) är en köping i Kina. Den ligger i provinsen Hunan, i den södra delen av landet, omkring 54 kilometer nordväst om provinshuvudstaden Changsha. Antalet invånare är 36443. Befolkningen består av 17 033 kvinnor och 19 410 män. Barn under 15 år utgör 22,0 %, vuxna 15-64 år 68 %, och äldre över 65 år 8,0 %.
Genomsnittlig årsnederbörd är 1 683 millimeter. Den regnigaste månaden är maj, med i genomsnitt 292 mm nederbörd, och den torraste är december, med 45 mm nederbörd.